# Saison 3 de Revenge
Chronologie
Saison 2 Saison 4
Cet article présente les épisodes de la troisième saison de la série télévisée américaine Revenge.

## Synopsis
Alors que Jack est sur le point d'assassiner Conrad lors de son discours d'élection, Emily le retrouve à temps et lui révèle enfin sa véritable identité. Nolan soupçonné d'être à la tête du groupe Initiative, est arrêté par le FBI. Patrick quant à lui refait surface dans la vie de sa mère, Victoria. Charlotte apprend qu'elle est enceinte de Declan, alors que ce dernier est tué lors d'une explosion dans les bureaux de Grayson Global.

## Distribution

### Acteurs principaux
- Emily VanCamp (VF : Chantal Macé) : Emily Thorne (née Amanda Clarke)
- Madeleine Stowe (VF : Martine Irzenski) : Victoria Harper-Grayson
- Gabriel Mann (VF : Olivier Augrond) : Nolan Ross
- Henry Czerny (VF : Bertrand Liebert) : Conrad Grayson
- Nick Wechsler (VF : Stéphane Pouplard) : Jack Porter
- Joshua Bowman (VF : Damien Ferrette) : Daniel Grayson
- Barry Sloane (VF : Axel Kiener) : Aiden Mathis
- Christa B. Allen (VF : Chloé Berthier) : Charlotte Grayson-Clarke

### Acteurs récurrents
- James Tupper (VF : Éric Aubrahn) : David Clarke
- Karine Vanasse (VF : Karine Vanasse) : Margaux LeMarchal, ex-petite amie de Daniel et femme d'affaires française, rédactrice du magazine Voulez américain.
- Justin Hartley (VF : Olivier Chauvel) : Patrick Harper, le premier fils de Victoria (épisodes 1 à 15)
- Annabelle Stephenson (VF : Hélène Bizot) : Sara Munello (épisodes 6 à 13)
- Amber Valletta (VF : Dominique Vallée) : Lydia Davis (épisodes 8 à 11)
- Stephanie Jacobsen (VF : Véronique Desmadryl) : Niko Takeda, fille de Satoshi Takeda (épisodes 11 à 14)
- Gail O'Grady (VF : Micky Sébastian) : Stevie Grayson[1] (épisodes 13 à 18)
- Olivier Martinez (VF : Olivier Martinez) : Pascal LeMarchal, père de Margaux[2] (épisodes 16 à 20)
- Henri Esteve : Javier Salgado[3] (épisodes 16 à 22)

### Invités
- Diogo Morgado : Dr Jorge Velez (épisode 1)
- James LeGros (VF : Xavier Fagnon) : Père Paul Whitley (épisodes 2 à 4)
- Ana Ortiz (VF : Véronique Alycia) : Bizzy Preston (épisode 7)
- Brett Cullen (VF : Guy Chapellier) : Jimmy Brennan, père biologique de Patrick[4] (épisodes 13 et 14)
- Roger Bart (VF : Vincent Ropion) : Mason Treadwell (épisode 18)
- Tim DeKay (VF : Pierre Tessier) : Luke Gilliam (épisode 19)
- Amy Landecker (VF : Isabelle Leprince : Dr Michelle Banks (épisode 22)
- Daniel Zovatto (VF : Gauthier Battoue) : Gideon LeMarchal (épisode 22)

## Production

### Développement
Le 21 mai 2013, Mike Kelley ayant quitté, c'est dorénavant Sunil Nayar qui continuera la série alors que Gretchen Berg et Aaron Harberts deviennent producteurs exécutifs.
Le 17 décembre 2013, Karine Vanasse annonce sur son compte twitter qu'elle se doublera dans la version française.

### Casting
Pour la troisième saison, le contrat d'Ashley Madekwe n'a pas été renouvelé alors que le rôle de Connor Paolo a été éliminé dans le dernier épisode de la deuxième saison.
En juillet 2013, Justin Hartley décroche le rôle de Patrick Harper, le premier fils de Victoria, puis Karine Vanasse, actrice québécoise, qui décroche le rôle d'une Française, suivi de Diogo Morgado et James LeGros.
En septembre 2013, Annabelle Stephenson et Ana Ortiz obtiennent un rôle le temps d'un épisode ou plus.

### Diffusion
La saison a été diffusée à l'automne sans interruption, a pris une pause durant l'hiver et a repris le 9 mars 2014 à 22 h.
Au Canada, elle est diffusée en simultané sur City.
En France, elle a été diffusée sur Canal+ Séries en VOSTFR, 2 jours après sa diffusion originale. Elle sera diffusée en VF dès le 2 juillet 2014 sur Canal+ vers 10 h 30 (du matin). La série sera diffusée en prime time à 20 h 50 sur Canal+ Family dès le 6 juillet 2014. En Afrique ouest, la saison sera diffusée dès le mercredi 2 juillet à 10 h sur Canal+ Afrique, à peu près en même temps que Canal+. La plupart des chaines Canal+ à l'étranger, devraient profiter de la diffusion de la saison en même temps que celle de Canal+ et vers 10 h.
Au Québec, la Télévision de Radio-Canada devance la diffusion à l'automne 2014, le public québécois attendant de voir le rôle de Karine Vanasse dans sa version française. Elle est diffusée depuis le 19 septembre 2014, les vendredis à 21 h.

## Liste des épisodes

### Épisode 1:La Peur
- États-Unis /  Canada : 29 septembre 2013 sur ABC[15] / City
- France : 
  - 1er octobre 2013 sur Canal+ Séries (VOSTFr)
  - 2 juillet 2014 sur Canal+ (à 10h15 du matin)
  - 6 juillet 2014 sur Canal+ Family (à 20h50)
  - 25 juin 2015 sur TF1 (à 23h10)
  - 12 janvier 2016 sur NT1 (à 20h50)
- Québec : 19 septembre 2014 sur Radio-Canada[16]
- Belgique : 27 mars 2015 sur RTL-TVI
- Suisse : 25 avril 2015 sur RTS Un

- États-Unis : 8,11 millions de téléspectateurs[17] (première diffusion)
- France : 869 000 téléspectateurs[18](première diffusion en clair)

- Ashley Madekwe (Ashley Davenport)
- Justin Hartley (Patrick Osbourne)
- Karine Vanasse (Margaux LeMarchal)
- Diogo Morgado (Jorge Velez)

- Les diffusions VF sur les chaines Canal+ à l'étranger (Canal+ Afrique, Canal+ Caraïbes,…) auront lieu le même jour que Canal+ mais à des heures pouvant se décaler d'une heure.
- Dernière apparition d'Ashley Madekwe (Ashley).
- Première apparition de Karine Vanasse (Margaux).

### Épisode 2:Péchés
- États-Unis /  Canada : 6 octobre 2013 sur ABC / City
- France : 
  - 8 octobre 2013 sur Canal+ Séries (en VOST)
  - 2 juillet 2014 sur Canal+ (à 10h55 du matin)
  - 6 juillet 2014 sur Canal+ Family (à 21h30)
  - 26 juin 2015 sur TF1
  - 12 janvier 2016 sur NT1
- Québec : 26 septembre 2014 sur Radio-Canada
- Belgique : 27 mars 2015 sur RTL-TVI
- Suisse : 25 avril 2015 sur RTS Un

- États-Unis : 6,84 millions de téléspectateurs[19](première diffusion)
- France : 604 000 téléspectateurs[18](première diffusion en clair)

- James LeGros (Father Paul Whitley)
- Karine Vanasse (Margaux LeMarchal)
- Justin Hartley (Patrick Osbourne)
- Richard Johnson du NY Post (lui-même)
- David Moses (Pastor Saunders)

### Épisode 3:Les Aveux
- États-Unis /  Canada : 13 octobre 2013 sur ABC / City
- France : 
  - 15 octobre 2013 sur Canal+ Séries (en VOST)
  - 2 juillet 2014 sur Canal+ (à 11h35 du matin)
  - 6 juillet 2014 sur Canal+ Family (à 22h10)
  - 26 juin 2015 sur TF1
  - 12 janvier 2016 sur NT1
- Québec : 3 octobre 2014 sur Radio-Canada
- Belgique : 3 avril 2015 sur RTL-TVI
- Suisse : 2 mai 2015 sur RTS Un

- États-Unis : 6 millions de téléspectateurs[20]
- France : 369 000 téléspectateurs[18](première diffusion en clair)

- James LeGros (Father Paul Whitley)
- Karine Vanasse (Margaux LeMarchal)
- Justin Hartley (Patrick Osbourne)

### Épisode 4:Miséricorde
- États-Unis /  Canada : 20 octobre 2013 sur ABC / City
- France : 
  - 22 octobre 2013 sur Canal+ Séries (en VOST)
  - 9 juillet 2014 sur Canal+ (à 10h55 du matin)
  - 13 juillet 2014 sur Canal+ Family (à 20h50)
  - 2 juillet 2015 sur TF1 (à 23h10)
  - 19 janvier 2016 sur NT1
- Québec : 10 octobre 2014 sur Radio-Canada
- Belgique : 3 avril 2015 sur RTL-TVI
- Suisse : 2 mai 2015 sur RTS Un

- États-Unis : 6,16 millions de téléspectateurs[21](première diffusion)
- France : 843 000 téléspectateurs[22](première diffusion en clair)

- James LeGros (Father Paul Whitley)
- Justin Hartley (Patrick Osbourne)
- Kathleen York (Sheila Lurie)
- Jack Merrill (Detective March)
- Conor Leslie (Bianca)
- Victoria Park (Anna)
- Kavita Patil (Lucinda Martin)
- Brianna Brown (Lacey)
- Coley Mustafa Speaks (Paramedic)
- Tom Virtue (Doctor)
- Tiffany Jeneen (Nurse)

### Épisode 5:Contrôle
- États-Unis /  Canada : 27 octobre 2013 sur ABC / City
- France : 
  - 29 octobre 2013 sur Canal+ Séries (en VOST)
  - 9 juillet 2014 sur Canal+ (à 11h35 du matin)
  - 13 juillet 2014 sur Canal+ Family (à 21h30)
  - 3 juillet 2015 sur TF1
  - 19 janvier 2016 sur NT1
- Québec : 17 octobre 2014 sur Radio-Canada
- Belgique : 10 avril 2015 sur RTL-TVI
- Suisse : 9 mai 2015 sur RTS Un

- États-Unis : 5,71 millions de téléspectateurs[23](première diffusion)
- France : 521 000 téléspectateurs[22](première diffusion en clair)

- Justin Hartley (Patrick Osbourne)
- Karine Vanasse (Margaux LeMarchal)

### Épisode 6:La faille
- États-Unis /  Canada : 3 novembre 2013 sur ABC / City
- France : 
  - 5 novembre 2013 sur Canal+ Séries (en VOST)
  - 16 juillet 2014 sur Canal+ (à 10h55 du matin)
  - 20 juillet 2014 sur Canal+ Family (à 20h50)
  - 3 juillet 2015 sur TF1
  - 19 janvier 2016 sur NT1
- Québec : 24 octobre 2014 sur Radio-Canada
- Belgique : 10 avril 2015 sur RTL-TVI
- Suisse : 9 mai 2015 sur RTS Un

- États-Unis : 6,33 millions de téléspectateurs[24](première diffusion)
- France : 374 000 téléspectateurs[22](première diffusion en clair)

### Épisode 7:Résurgence
- États-Unis /  Canada : 10 novembre 2013 sur ABC / City
- France : 
  - 12 novembre 2013 sur Canal+ Séries (en VOST)
  - 16 juillet 2014 sur Canal+ (à 11h40 du matin)
  - 20 juillet 2014 sur Canal+ Family (à 21h30)
  - 26 janvier 2016 sur NT1
- Québec : 31 octobre 2014 sur Radio-Canada
- Belgique : 17 avril 2015 sur RTL-TVI
- Suisse : 16 mai 2015 sur RTS Un

- États-Unis : 5,49 millions de téléspectateurs[25]
- France : 384 000 téléspectateurs[26](première diffusion en clair)

- Karine Vanasse (Margaux LeMarchal)
- Annabelle Stephenson (Sara Munello)
- Ana Ortiz (Bizzy Preston)

### Épisode 8:Secrets d'alcôve
- États-Unis /  Canada : 17 novembre 2013 sur ABC / City
- France : 
  - 19 novembre 2013 sur Canal+ Séries (en VOST)
  - 23 juillet 2014 sur Canal+ (à 10h55 du matin)
  - 27 juillet 2014 sur Canal+ Family (à 20h50)
  - 26 janvier 2016 sur NT1
- Québec : 7 novembre 2014 sur Radio-Canada
- Belgique : 17 avril 2015 sur RTL-TVI
- Suisse : 16 mai 2015 sur RTS Un

- États-Unis : 5,81 millions de téléspectateurs[27]
- France : 395 000 téléspectateurs[28](première diffusion en clair)

### Épisode 9:Derniers préparatifs
- États-Unis /  Canada : 8 décembre 2013 sur ABC / City
- France : 
  - 10 décembre 2013 sur Canal+ Séries (en VOST)
  - 23 juillet 2014 sur Canal+ (à 11h35 du matin)
  - 27 juillet 2014 sur Canal+ Family (à 21h30)
  - 26 janvier 2016 sur NT1
- Québec : 14 novembre 2014 sur Radio-Canada
- Belgique : 24 avril 2015 sur RTL-TVI
- Suisse : 23 mai 2015 sur RTS Un

- États-Unis : 6,04 millions de téléspectateurs[29] (première diffusion)
- France : 394 000 téléspectateurs[28](première diffusion en clair)

### Épisode 10:Noces funèbres
- États-Unis /  Canada : 15 décembre 2013 sur ABC / City
- France : 
  - 17 décembre 2013 sur Canal+ Séries (en VOST)
  - 30 juillet 2014 sur Canal+ (à 10h55 du matin)
  - 3 août 2014 sur Canal+ Family (à 20h50)
  - 2 février 2016 sur NT1
- Québec : 21 novembre 2014 sur Radio-Canada
- Belgique : 24 avril 2015 sur RTL-TVI
- Suisse : 23 mai 2015 sur RTS Un

- États-Unis : 6,22 millions de téléspectateurs[30] (première diffusion)
- France : 493 000 téléspectateurs[28](première diffusion en clair)

### Épisode 11:Retour au pays
- États-Unis /  Canada : 5 janvier 2014 sur ABC / City
- France : 
  - 7 janvier 2014 sur Canal+ Séries (en VOST)
  - 30 juillet 2014 sur Canal+ (à 11h35 du matin)
  - 3 août 2014 sur Canal+ Family (à 21h30)
  - 2 février 2016 sur NT1
- Québec : 28 novembre 2014 sur Radio-Canada
- Belgique : 1er mai 2015 sur RTL-TVI
- Suisse : 30 mai 2015 sur RTS Un

- États-Unis : 6,69 millions de téléspectateurs[31] (première diffusion)
- France : 447 000 téléspectateurs[28](première diffusion en clair)

- Karine Vanasse (Margaux LeMarchal)
- Justin Hartley (Patrick Osbourne)
- Holly Hawkins (Dr Angela Sturman)
- Stephanie Jacobsen (Niko Takeda)

### Épisode 12:Nouvelle Donne
- États-Unis /  Canada : 12 janvier 2014 sur ABC / City
- France : 
  - 14 janvier 2014 sur Canal+ Séries (en VOST)
  - 6 août 2014 sur Canal+ (à 10h55 du matin)
  - 10 août 2014 sur Canal+ Family (à 20h50)
  - 2 février 2016 sur NT1
- Québec : 9 janvier 2015 sur Radio-Canada
- Belgique : 1er mai 2015 sur RTL-TVI
- Suisse : 30 mai 2015 sur RTS Un

- États-Unis : 5,71 millions de téléspectateurs[32] (première diffusion)
- France : 476 000 téléspectateurs[28](première diffusion en clair)

- Karine Vanasse (Margaux LeMarchal)
- Justin Hartley (Patrick Osbourne)
- Annabelle Stephenson (Sara Munello)
- Stephanie Jacobsen (Niko Takeda)
- Holly Hawkins (Dr Angela Sturman)
- Conor Leslie (Bianca)
- Nazneen Contractor (Jessica Roche)

### Épisode 13:Haine
- États-Unis /  Canada : 19 janvier 2014 sur ABC / City
- France : 
  - 21 janvier 2014 sur Canal+ Séries (en VOST)
  - 6 août 2014 sur Canal+ (à 11h35 du matin)
  - 10 août 2014 sur Canal+ Family (à 21h30)
  - 9 février 2016 sur NT1
- Québec : 16 janvier 2015 sur Radio-Canada
- Belgique : 8 mai 2015 sur RTL-TVI
- Suisse : 6 juin 2015 sur RTS Un

- États-Unis : 5,37 millions de téléspectateurs[33] (première diffusion)
- France : 471 000 téléspectateurs[34](première diffusion en clair)

- Karine Vanasse (Margaux LeMarchal)
- Justin Hartley (Patrick Osbourne)
- Annabelle Stephenson (Sara Munello)
- Stephanie Jacobsen (Niko Takeda)
- Brett Cullen (Jimmy Brennan)
- Dar Dixon (Dr Derek Robinson)
- Jayne Brook (Loretta Deaton)
- Gail O'Grady (Steevie Grayson)

### Épisode 14:Les Démons de Victoria
- États-Unis /  Canada : 9 mars 2014 sur ABC[13] / City
- France : 
  - 11 mars 2014 sur Canal+ Séries (en VOST)
  - 13 août 2014 sur Canal+ (à 10h15 du matin)
  - 17 août 2014 sur Canal+ Family (à 20h50)
  - 9 février 2016 sur NT1
- Québec : 23 janvier 2015 sur Radio-Canada
- Belgique : 8 mai 2015 sur RTL-TVI
- Suisse : 6 juin 2015 sur RTS Un

- États-Unis : 6,6 millions de téléspectateurs[35] (première diffusion)
- France : 528 000 téléspectateurs[34](première diffusion en clair)

- Karine Vanasse (Margaux LeMarchal)
- Justin Hartley (Patrick Osbourne)
- Stephanie Jacobsen (Niko Takeda)
- Brett Cullen (Jimmy Brennan)
- Gail O'Grady (Steevie Grayson)
- Holly Hawkins (Dr Angela Sturman)
- Rosemary Dominguez (Maid)
- Tina Casciani (Larissa)

Après avoir eu une absence, Emily se réveille dans une chambre du South Fork Inn dans laquelle Conrad se trouve également. Ne se souvenant de rien, elle consulte la vidéo surveillance de l'hôtel avec Nolan pour savoir si elle a eu des rapports intimes avec Conrad mais il n'en est rien. Emily reçoit un appel de la première femme de Conrad, Steevie Grayson, et fixe un rendez vous au Stowaway. Emily l'aurait contacté la veille, pendant une de ces absences, pour divorcer. Elle lui aurait aussi confié qu'elle avait des sentiments pour un autre homme. Emily explique à Steevie qu'elle ne veut plus divorcer de Daniel et que c'est le seul qu'elle aime.
De leur côté Jack et Margaux décident de vivre ensemble et partent visiter des maisons.
Afin d'entrer en contact avec son père, Patrick met le feu à la galerie d'art de Victoria et octroie les travaux de réparations à l'entreprise de son père biologique, Jimmy. Lorsque Victoria apprend cela, elle demande à Patrick de virer Jimmy et de contacter une autre entreprise, ce qu'il ne fera pas car il a des projets. Patrick entame une conversation sur les regrets avec Jimmy afin de le faire parler. Ce dernier, en parlant de Patrick, explique qu'il aurait aimé s'occuper de son premier fils mais qu'il n'a appris son existence que tard et qu'il aurait aimé passer sa vie avec Victoria.
Daniel qui veut être plus proche de Charlotte que jamais, lui organise une fête d'anniversaire à la dernière minute. Jimmy se rendra à cette soirée et remarquera que Victoria le regarde de manière étrange.
Emily se rend chez Nolan afin de revoir Aiden et l'embrasse mais celui-ci la rejette et part rejoindre Niko pour une mission, cependant il terminera dans le coffre de la voiture de cette dernière. A son réveil, Aiden est dans la maison de Takeda, attaché, à l'endroit même où ce dernier a tué son maître. Niko lui explique qu'elle sait tout sur la mort de son père et que pour se venger elle va tuer Emily. Elle a laissé à cette dernière la housse du katana afin qu'Emily comprenne et vienne au secours d'Aiden.
Conrad rend visite a Steevie pour qu'elle s'occupe de son divorce avec Victoria mais elle refuse.
Charlotte qui a été refusée dans son école souhaite effectuer un stage. Daniel l'envoie vers son père qui parvient à la faire intégrer Voulez.
En rendant visite à Nolan, Emily découvre l'indice de Niko et court chez Takeda secourir Aiden. Elle découvre Aiden ligoté et un combat avec Niko s'engage. Emily gagne mais au moment où elle allait porter le coup fatal Aiden la stoppe.
Après sa conversation avec Jimmy durant la fête de Charlotte, Victoria se rend à la galerie et demande des comptes à Patrick. Elle lui explique ce qu'il lui a fait mais Jimmy qui n'est pas loin souhaite donner sa version des faits. Il explique qu'il n'a compris qu'il était père que le jour où il a vu Victoria avec un landau et qu'il a essayé de le retrouver mais que Victoria l'en a empêché. Il glisse aussi dans la conversation que Victoria était consentante. Victoria veut fuir mais Jimmy lui barre la route, Patrick prend peur pour sa mère et blesse mortellement Jimmy. Victoria empêche Patrick d'appeler les secours et fait croire à un accident, théorie qui sera confirmée par le légiste.
Daniel demande à sa sœur d'enquêter sur la relation entre son père et Emily.
Steevie débarque au manoir pendant la réunion de divorce de Victoria et Conrad. Elle explique que lors de son propre divorce, elle a hérité de tous les biens non bâtis et que Conrad a acheté le terrain du manoir avant son divorce d'avec Steevie, le manoir lui appartient donc. Elle demande alors a Victoria de déménager ses affaires avant la fin de la semaine.

### Épisode 15:La Lutte
- États-Unis /  Canada : 16 mars 2014 sur ABC / City
- France : 
  - 18 mars 2014 sur Canal+ Séries (en VOST)
  - 13 août 2014 sur Canal+ (à 10h55 du matin)
  - 17 août 2014 sur Canal+ Family (à 21h30)
  - 9 février 2016 sur NT1
- Québec : 30 janvier 2015 sur Radio-Canada
- Belgique : 15 mai 2015 sur RTL-TVI
- Suisse : 13 juin 2015 sur RTS Un

- États-Unis : 6,24 millions de téléspectateurs[36] (première diffusion)
- France : 482 000 téléspectateurs[34](première diffusion en clair)

- Justin Hartley (Patrick Osbourne)
- Gail O'Grady (Steevie Grayson)
- James Tupper (David Clarke)

Jack est très surpris de l'annonce que lui a fait Steevie Grayson et lui dit qu'il ne la veut pas dans sa vie. Pendant une de ses crises Emily détruit le signe double infinie que son père avait gravé. Elle, tout comme Nolan, ont peur de son comportement pendant ces crises.
Patrick rejoint une veillée funèbre organisé pour son père et l'insulte et le dénigre devant ses amis. Il sera frappé et finira en prison.
Nolan va trouver Aiden car il croit que c'est le seul a pouvoir aider Emily. Alors qu'elle se trouve dans le manoir Emily est kidnappé par Aiden. Elle se réveille dans un hangar où Aiden décide de remettre en pratique les exercices de noyade de Takeda afin qu'elle sache pourquoi son esprit lui joue des tours. Emily finira par comprendre que c'est son père qui est à l'origine de tous ces maux. Aiden et Emily renoue et s'embrassent sans remarquer qu'un détective engagé par Daniel immortalise l'instant.
La demande de prêt qu'avait faite Jack pour acquérir la maison est refusée mais Steevie  intervient auprès de l'agence et sa demande sera acceptée.
Victoria annonce à Nolan pourquoi elle avait volontairement caché la vérité à Patrick sur son père. Nolan confus va retrouver Patrick pour se faire pardonner et lui annonce la venue d'un grand peintre à la conférence d'art. Ce dernier remarque le talent de Patrick et lui propose de le rejoindre en Toscane pour travailler avec lui, offre qu'il acceptera. On apprend plus tard que Victoria a payé le peintre pour cette proposition pour sortir son fils des Grayson et de leur mauvaise influence.
Jack retrouve Emily pour lui parler de sa mère et lui demander conseil. Il finira par retourner voir Steevie afin de connaitre le détail de son abandon. Rassuré il décide d'avoir une vraie relation avec sa mère.

### Épisode 16:Opéra tragique
- États-Unis /  Canada : 23 mars 2014 sur ABC / City
- France : 
  - 25 mars 2014 sur Canal+ Séries (en VOST)
  - 13 août 2014 sur Canal+ (à 11h40 du matin)
  - 17 août 2014 sur Canal+ Family (à 22h10)
  - 16 février 2016 sur NT1
- Québec : 6 février 2015 sur Radio-Canada
- Belgique : 15 mai 2015 sur RTL-TVI
- Suisse : 13 juin 2015 sur RTS Un

- États-Unis : 5,66 millions de téléspectateurs[37] (première diffusion)
- France : 430 000 téléspectateurs[38](première diffusion en clair)

- Karine Vanasse (Margaux LeMarchal)
- Gail O'Grady (Steevie Grayson)
- Olivier Martinez (Pascal LeMarchal)
- Henri Esteve (Javier)
- Steven Strait (Brooks)
- David L. King (Richard)
- Jamila Jones (Marta)

Emily veut interroger Steevie Grayson sur sa visite à David Clark en prison et la rejoint donc à la sortie des alcooliques anonymes. Jack intervient et lui fait promettre de ne pas impliquer sa mère.
Pascal Lemarchal est en visite dans les Hamptons sur demande de sa fille Margot qui souhaite faire virer Conrad. Ce dernier explique à Pascal qu'il a un projet d'alliance de leurs deux entreprises mais Pascal refuse toute association avec lui.
Steevie feuillette l'album de mariage de Jack : La photo d'Emily et d'Amanda retient son attention. Elle rend visite à Emily pour lui proposer une alliance mais par loyauté envers Jack, Emily refuse. Steevie rapportera cette conversation à Jack et lui dira qu'elle a vue David Clark en prison. Avant de se faire radier par Conrad elle avait eu entre les mains des preuves étranges. Jack et Nolan décident de visiter l'ancien cabinet d'avocats de Steevie pour dérober les preuves. Jack sera obligé de faire appel à Javier, nouveau coloc de Nolan et son ex-compagnon de cellule.
Daniel dévoile à Emily les photos d'Aiden et d'elle et demande le divorce en lui offrant quand même une grosse somme d'argent ce qu'Emily refuse. Cela intrigue Victoria qui fait le lien entre Emily et Aiden dont le père a été déclaré coupable d'avoir posé une bombe sur le vol 197 et Emily et Amanda, la fille de David Clark.
Conrad apprend à Margot que son magazine ne réalise pas de bénéfices mais des pertes importantes que son père lui cache en modifiant la comptabilité. Après cette annonce Margot décide de s'allier à Daniel pour qu'ensemble ils combattent leurs pères.
Durant l'Opéra, Charlotte reçoit une information de la rubrique Potins de Voulez annonçant qu'Emily n'aurait jamais été enceinte. Victoria en profite pour faire un esclandre et discréditer Emily. Elle expliquera à Jack que c'est elle-même qui a publié son dossier pour provoquer ce scandale et donner aux Graysons l'impression qu'ils aient gagnés. Jack insiste pour participer aux investigations d'Emily qui finit par craquer. Elle lui montre alors la pièce dont sa mère parlait, un mot qui serait écrit de la main de Pascal Lemarchal.

### Épisode 17:Addiction
- États-Unis /  Canada : 30 mars 2014 sur ABC / City
- France : 
  - 1er avril 2014 sur Canal+ Séries (en VOST)
  - 18 août 2014 sur Canal+ Décalé (à 04h00 du matin)
  - 24 août 2014 sur Canal+ Family (à 20h50)
  - 16 février 2016 sur NT1
- Québec : 13 février 2015 sur Radio-Canada
- Belgique : 22 mai 2015 sur RTL-TVI
- Suisse : 20 juin 2015 sur RTS Un

- États-Unis : 5,25 millions de téléspectateurs[39] (première diffusion)
- France : 400 000 téléspectateurs[40](première diffusion en clair)

- Karine Vanasse (Margaux LeMarchal)
- Gail O'Grady (Steevie Grayson)
- Olivier Martinez (Pascal LeMarchal)
- Henri Esteve (Javier)
- Morgan Fairchild (Teresa)
- Kristin Carey (Sophie)

Pascal continue de courtiser Victoria en suivant les conseils de Conrad.
Nolan a piraté les fichiers de l'entreprise Lemarchal afin de découvrir la signification des lettres "TPM" inscrite sur le courrier écrit de la main de Pascal mais sans succès, Emily décide donc de se rapprocher de lui.
Charlotte accepte de s'associer avec Daniel pour détruire Emily à la condition que rien ne soit fait contre Jack.
Margot obtient un poste de rédactrice en chef à Rome qu'elle veut refuser pour Jack mais ce dernier la pousse à accepter pour qu'elle ne loupe pas une telle occasion de se libérer de son père qui tient encore les rênes de Voulez. Margot se rend chez Daniel pour lui annoncer la nouvelle. Ce dernier, en impliquant Charlotte, fait naître l'idée que Jack veut qu'elle parte car Emily est de nouveau célibataire.
Emily part dans les Bermudes retrouver Aiden pour lui montrer la lettre de Pascal mais Aiden la repousse et déchire la lettre sans même l'avoir lu.
Margot décide de se battre pour Voulez et de refuser le poste à Rome. Elle contacte le fisc pour que ce dernier effectue des vérifications. Elle promet à son père de le sortir de là si Conrad et lui, lui laissé la gestion de Voulez.
Conrad rend visite à Steevie après avoir appris qu'elle avait eu un enfant avec Carl Porter pendant leur mariage. De prime abord il souhaite juste parler mais à la fin de leur entrevue Conrad appelle Pascal pour lui dire que Steevie renonce à l'acquisition du manoir. Conrad espère ainsi obtenir la place dans l'entreprise Lemarchal. Victoria accepte ce précieux cadeau et se recommence une relation avec Pascal.
Emily qui a découvert que Pascal aimait le casino, organise une soirée, à laquelle les Grayson, non invités, vont faire irruption. Emily tente de se rapprocher de Pascal mais Victoria s'interpose. Une partie de poker s'engage entre les deux femmes. Victoria laisse gagner Emily car elle souhaite que cette dernière se confie à Pascal pour que ce dernier lui rapporte ses plans. Emily qui découvre qu'elle est enregistré met fin à la conversation. Pascal avouera à Victoria qu'Emily veut ses secrets de famille.

### Épisode 18:Les Liens du sang
- États-Unis /  Canada : 6 avril 2014 sur ABC / City
- France : 
  - 8 avril 2014 sur Canal+ Séries (en VOST)
  - 18 août 2014 sur Canal+ Décalé (à 04h40 du matin)
  - 24 août 2014 sur Canal+ Family (à 21h30)
  - 16 février 2016 sur NT1
- Québec : 20 février 2015 sur Radio-Canada
- Belgique : 22 mai 2015 sur RTL-TVI
- Suisse : 20 juin 2015 sur RTS Un

- États-Unis : 5,16 millions de téléspectateurs[41] (première diffusion)
- France : 490 000 téléspectateurs[42](première diffusion en clair)

- Roger Bart (Mason Treadwell)

### Épisode 19:Alliances
- États-Unis /  Canada : 13 avril 2014 sur ABC / City
- France : 
  - 15 avril 2014 sur Canal+ Séries (en VOST)
  - 18 août 2014 sur Canal+ Décalé (à 05h20 du matin)
  - 24 août 2014 sur Canal+ Family (à 22h10)
  - 23 février 2016 sur NT1
- Québec : 27 février 2015 sur Radio-Canada
- Belgique : 29 mai 2015 sur RTL-TVI
- Suisse : 27 juin 2015 sur RTS Un

- États-Unis : 5,26 millions de téléspectateurs[43] (première diffusion)
- France : 410 000 téléspectateurs[44](première diffusion en clair)

- John Prosky (Brenda Evans / Oscar Chapman)
- Sal Landi (Mr. Marino)
- Tessa Munro (Maria)

Pascal et Emily se retrouvent à l'hippodrome mais Emily se doute d'une alliance entre Pascal et Victoria. Emily rapporte l'entrevue à Aiden. Javier sort toujours avec Charlotte et le cache à Nolan. Charlotte veut que Javier travaille pour Daniel et non pour Nolan mais Javier ne veut pas être méchant avec Nolan mais finit par accepter de rencontrer Daniel. Daniel reçoit le programme sur son téléphone et le montre à Margaux qui trouve le programme génial. A l'hippodrome, Victoria a une discussion avec un ancien ami, Luc Guilliam, et discutent en privée mais Emily les suit discrètement et écoute. Elle apprend que ça n'aurait pas du être David la victime mais Luc, mais il ne s'est pas laissé faire et avoir par Conrad, contrairement à David. Luc avoue aussi à Victoria qu'il a des preuves sur le vol 197. Emily enquête et apprend que Luc augmentait les profits de Conrad et qu'il était un bouc émissaire parfait pour blanchir l'argent de la société mais ne se fait pas fait avoir. Margaux reste distante avec Jack car elle doit s'occuper de tout l'empire Lemarchal. Victoria et Conrad discutent de Luc et Conrad lui dit d'aller poser de meilleures questions à Luc sur son implication sur le vol. Emily et Jack apprennent que Luc utilise des produits chimiques dans son entreprise et n'est pas du tout éco responsable, ce qu'il prétend être. Aiden retrouve Nolan à New York pour traquer Oscar Chapman, ils se retrouvent à aller voir une certaine Brenda Evans qui aurait vidé le compte d'Oscar il y a 20 ans. 
Luc avoue à Victoria qu'il est impliqué mais que s'il faisait tomber Conrad, Conrad allait faire tomber Victoria avec lui et Luc ne voulait pas car il l'aime. Emily et Jack montent un plan et lors d'un rendez vous avec Luc Emily prend une dose du produit que Luc utilise dans son entreprise. Daniel libère Javier de son bracelet électronique grâce à son programme qui intéresse beaucoup Margaux et Daniel. Daniel lui offre une voiture pour le motiver. 
Aiden et Nolan poursuivent Brenda Evans et s'aperçoivent que c'est un Oscar Chapman lui-même. Oscar révèle des informations sur le père d'Aiden. On apprend qui à tuer le père d'Aiden. Javier a toujours du mal à accepter la proposition de Daniel quant au programme car il ne veut pas perdre Nolan. Conrad et Pascal discutent et parlent des discussions qu'ils ont eu à l'époque. Victoria avoue à son fils Daniel qu'elle a fait venir Luc pour tendre un piège à Emily et voir ce qu'elle veut vraiment... 

### Épisode 20:Révolution
- États-Unis /  Canada : 27 avril 2014 sur ABC / City
- France :
  - 29 avril 2014 sur Canal+ Séries (en VOST)
  - 18 août 2014 sur Canal+ Séries (à 6h20 du matin)
  - 23 février 2016 sur NT1
- Québec : 6 mars 2015 sur Radio-Canada
- Belgique : 29 mai 2015 sur RTL-TVI
- Suisse : 27 juin 2015 sur RTS Un

- États-Unis : 5,19 millions de téléspectateurs[45] (première diffusion)
- France : 380 000 téléspectateurs[46](première diffusion en clair)

- Linc Hand (Kurt Renner)
- Bree Condon (Kristiana Rubins)

Alors que Oscar vient d'être tué par Pascal, ce dernier se fait enlever par Emily, Nolan et Aiden, qui, se font passer pour les autorités, et lui donnent un ultimatum, soit, faire couler les Grayson, qui se passera pendant la présentation de sa propre société, soit c'est lui-même qui coule, Pascal accepte sous la seule condition, seul Conrad, coule. Celle-ci est acceptée.

### Épisode 21:Quand la vérité éclate
- États-Unis /  Canada : 4 mai 2014 sur ABC / City
- France :
  - 6 mai 2014 sur Canal+ Séries (en VOST)
  - 18 août 2014 sur Canal+ Séries (à 7h00 du matin)
  - 23 février 2016 sur NT1
- Québec : 13 mars 2015 sur Radio-Canada
- Belgique : 5 juin 2015 sur RTL-TVI
- Suisse : 4 juillet 2015 sur RTS Un

- États-Unis : 4,98 millions de téléspectateurs[47] (première diffusion)
- France : 400 000 téléspectateurs[48](première diffusion en clair)

Emily, Aiden et Nolan retiennent Charlotte et lui font découvrir ce que son père a fait par le passé. Jack les découvre. Daniel et Margaux se voient à la rédaction et Margaux pense que c'est Conrad qui a poussé Pascal, elle apprend aussi qu'il portait un micro sur lui et que les caméras étaient hors service sauf une dans les escaliers... Conrad reçoit un colis pas très charmant de la part d'Emily.
Emily doit sortir, elle se fait alors emmener au poste de police par un inspecteur qui veut l'interroger sur son implication dans le décès de Pascal Lemarchal. Aiden et Nolan doivent l'aider à s'en sortir. Pendant ce temps, Jack fait sortir Charlotte. Au commissariat, pour gagner du temps Aiden attaque Daniel. Daniel comprend ce qu'a fait Emily le soir de la mort de Pascal et son histoire de faux agent. 
Margaux vient voir Daniel et veut comprendre ce qui s'est passé sur le toit ce soir là. Emily réussit à sortir du commissariat, les empreintes ne correspondent pas à celles retrouvées dans la cage d'escalier (grâce à Nolan). Jack relâche Charlotte sur la plage et s'enfuit.
Charlotte va confronter son père au sujet des révélations qu'elle a reçu dans la journée. Conrad a des paroles très dures envers elle, s'énerve et avoue tout à sa fille, sans savoir qu'elle portait une caméra à son insu et qui passe à la télé. Conrad se fait arrêter chez lui devant Victoria, enjouée de voir ce scénario. On apprend que c'est Aiden qui a demandé à Jack de sortir Charlotte et qui l'a équipé d'une caméra. Jack parle des lettres de Charlotte avec les initiales DC à Emily et lui parle de la chevalière trouvée dans la cabane. Elle avoue que c'est bien celle de son père. 

### Épisode 22:Bain de sang
- États-Unis /  Canada : 11 mai 2014 sur ABC[49] / City
- France :
  - 13 mai 2014 sur Canal+ Séries (en VOST)
  - 18 août 2014 sur Canal+ Séries (à 7h40 du matin)
  - 1er mars 2016 sur NT1
- Québec : 20 mars 2015 sur Radio-Canada
- Belgique : 5 juin 2015 sur RTL-TVI
- Suisse : 4 juillet 2015 sur RTS Un

- États-Unis : 4,87 millions de téléspectateurs[50] (première diffusion)
- France : 470 000 téléspectateurs[51](première diffusion en clair)

- Amy Landecker (Dr. Michelle Banks)
- John Rubinstein (Juge Rivers)
- James Tupper (David Clarke)
- Wade Williams (Officier Jim Mostrowski)
- Scott Alan Smith (Dr. Johnson)

Aiden et Emily sont contents d'avoir fait tomber Conrad. On voit le cercueil de Pascal avec Victoria, Daniel et Margaux autour. On assiste aussi au procès de Conrad et on lui refuse la libération sous caution. Le juge rouvre l'enquête sur David Clarke. 
Aiden, Nola, Jack et Emily célèbrent la condamnation de Conrad et Emily décide d'aller voir qui vit dans cette cabane. Le frère de Margaux fait son apparition. Nolan souhaite récupérer Myclone aux mains de Daniel. L'avocat de Conrad lui conseille de plaider coupable et obtenir la perpétuité.